# Gagrella aureolata
Gagrella aureolata is een hooiwagen uit de familie Sclerosomatidae.